# Marco Torsiglieri
Marco Natanael Torsiglieri (Castelar, Buenos Aires, Argentina; 12 de enero de 1988) es un exfutbolista argentino. Jugaba como defensor.

## Trayectoria

### Vélez Sarsfield
Debutó en primera en Vélez Sarsfield el 18 de noviembre de 2006. En la temporada 2007-2008 es cedido a Talleres de la B Nacional. Regresa a Vélez Sarsfield a mitad de 2008 y forma parte del plantel campeón del Clausura 2009, pero sin embargo no participa de ningún encuentro.

### Sporting de Lisboa
En 2010 fichó por el Sporting de Lisboa por una suma de 3,4 millones de euros, donde disputa 16 partidos, 13 de ellos de titular, en la Liga Portuguesa y 5 partidos en la Liga Europa de la UEFA. Al finalizar la temporada lo dejan libre y acuerda su incorporación, en calidad de cedido, al Rayo Vallecano de la Primera División Española, pero unos días más tarde, y debido a los problemas institucionales de la entidad rayista, cambia de opinión y se va cedido al equipo ucraniano FC Metalist Jarkiv de la Liga Premier de Ucrania.

### FC Metalist
En julio de 2011 fue transferido en calidad de cedido al FC Metalist Járkov de la Liga Premier de Ucrania. Para diciembre de aquel año el club Ucraniano compró la totalidad del pase del jugador, firmando un contrato de cinco años. En la temporada 2013/14 fue cedido por un año al UD Almería, equipo ascendido a la Primera División de España. Luego de su estadía en España volvió al Metalist.

### Boca Juniors
En enero del 2015 fue cedido con opción de compra al Club Atlético Boca Juniors de la Primera División Argentina.

### Monarcas Morelia
En junio del 2015 fue transferido a préstamo con opción de compra al Monarcas Morelia de la Liga MX de México.

### Rosario Central
A mitad de 2016, se convirtió en refuerzo de Rosario Central de la Primera División de Argentina.

### Racing Club
A mitad de la temporada 2016/17 fue cedido a Racing Club, también de la Primera División de Argentina, tras 11 partidos en Rosario.

### Vélez Sarsfield
En diciembre del 2017 vuelve al fortin después de 8 años a préstamo por 18 meses a cambio de U$S 550 mil.

### Estadísticas
Actualizado al final de su carrera
| Vélez Sarsfield Argentina | 1.ª                 | 2006-07             | 4   | 0 | -  | - | 0  | 0 | 4   | 0 |
| Vélez Sarsfield Argentina | 1.ª                 | 2008-09             | 9   | 0 | -  | - | 0  | 0 | 9   | 0 |
| Vélez Sarsfield Argentina | 1.ª                 | 2009-10             | 19  | 1 | -  | - | 1  | 0 | 20  | 1 |
| Vélez Sarsfield Argentina | 1.ª                 | 2018                | 5   | 0 | 0  | 0 | 0  | 0 | 5   | 0 |
| Vélez Sarsfield Argentina | Tota                | Tota                | 37  | 1 | 0  | 0 | 1  | 0 | 38  | 1 |
| Talleres de Córdoba Argentina | 2.ª                 | 2007-08             | 31  | 0 | -  | - | -  | - | 31  | 0 |
| Talleres de Córdoba Argentina | Total               | Total               | 31  | 0 | -  | - | -  | - | 31  | 0 |
| Sporting de Lisboa Portugal | 1.ª                 | 2010-11             | 16  | 0 | 2  | 0 | 5  | 0 | 23  | 0 |
| Sporting de Lisboa Portugal | Total               | Total               | 16  | 0 | 2  | 0 | 5  | 0 | 23  | 0 |
| Metalist Ucrania | 1.ª                 | 2011-12             | 21  | 1 | 0  | 0 | 12 | 0 | 33  | 1 |
| Metalist Ucrania | 1.ª                 | 2012-13             | 11  | 0 | 1  | 0 | 10 | 0 | 22  | 0 |
| Metalist Ucrania | 1.ª                 | 2014                | 10  | 0 | 3  | 0 | 4  | 0 | 17  | 0 |
| Metalist Ucrania | Total               | Total               | 42  | 1 | 4  | 0 | 26 | 0 | 72  | 1 |
| Almería · España | 1.ª                 | 2013-14             | 27  | 1 | 1  | 0 | -  | - | 28  | 1 |
| Almería · España | Total               | Total               | 27  | 1 | 1  | 0 | -  | - | 28  | 1 |
| Boca Juniors Argentina | 1.ª                 | 2015                | 13  | 0 | 0  | 0 | 4  | 0 | 17  | 0 |
| Boca Juniors Argentina | Total               | Total               | 13  | 0 | 0  | 0 | 4  | 0 | 17  | 0 |
| Morelia · México | 1.ª                 | 2015                | 15  | 0 | 6  | 0 | 2  | 0 | 23  | 0 |
| Morelia · México | Total               | Total               | 15  | 0 | 6  | 0 | 2  | 0 | 23  | 0 |
| Rosario Central Argentina | 1.ª                 | 2016-17             | 6   | 0 | 5  | 0 | -  | - | 11  | 0 |
| Rosario Central Argentina | Total               | Total               | 6   | 0 | 5  | 0 | -  | - | 11  | 0 |
| Racing Argentina | 1.ª                 | 2016-17             | 10  | 1 | 1  | 0 | 2  | 0 | 13  | 1 |
| Racing Argentina | 1.ª                 | 2017-18             | 1   | 0 | 0  | 0 | 0  | 0 | 1   |   |
| Racing Argentina | Total               | Total               | 11  | 1 | 1  | 0 | 2  | 0 | 14  | 1 |
| Lanús Argentina | 1.ª                 | 2018-19             | 20  | 0 | 2  | 1 | -  | - | 22  | 1 |
| Lanús Argentina | Total               | Total               | 20  | 0 | 2  | 1 | -  | - | 22  | 1 |
| Gimnasia y Esgrima La Plata Argentina | 1.ª                 | 2019-20             | 8   | 0 | 0  | 0 | -  | - | 8   | 0 |
| Gimnasia y Esgrima La Plata Argentina | Total               | Total               | 8   | 0 | 0  | 0 | 0  | 0 | 8   | 0 |
| Jorge Wilstermann · Bolivia | 1.ª                 | 2020                | 3   | 0 | 0  | 0 | 1  | 0 | 4   | 0 |
| Jorge Wilstermann · Bolivia | Total               | Total               | 3   | 0 | 0  | 0 | 1  | 0 | 4   | 0 |
| Total en su carrera | Total en su carrera | Total en su carrera | 225 | 4 | 20 | 1 | 37 | 0 | 281 | 5 |
| (1) Incluye Copa de Portugal y Copa de Ucrania y Copa del Rey. (2) Incluye Copa Libertadores, Liga Europea de la UEFA y Liga de Campeones de la UEFA. |                     |                     |     |   |    |   |    |   |     |   |

## Palmarés

### Campeonatos nacionales
| Título           | Equipo          | País      | Año     |
| ---------------- | --------------- | --------- | ------- |
| Primera División | Vélez Sarsfield | Argentina | C-2009  |
| Primera División | Boca Juniors    | Argentina | 2015    |
| Copa Argentina   | Boca Juniors    | Argentina | 2014/15 |